# Podocarpus salomoniensis
Podocarpus salomoniensis é uma espécie de conífera da família Podocarpaceae.
Apenas pode ser encontrada nas Ilhas Salomão.